# Liolaemus tandiliensis
Liolaemus tandiliensis — вид ігуаноподібних ящірок родини Liolaemidae. Ендемік Аргентини.

## Поширення і екологія
Liolaemus tandiliensis мешкають в горах Сьєрра-дель-Танділь в провінції Буенос-Айрес. Вони живуть на луках, серед скель. Зустрічаються на висоті від 150 до 500 м над рівнем моря. Живляться комахами, відкладають яйця.

## Збереження
МСОП класифікує цей вид як вразливий. Liolaemus tandiliensis загрожує знищення природного середовища.